# Saïda a enlevé Manneken-Pis
Pour plus de détails, voir Fiche technique et Distribution.
Saïda a enlevé Manneken-Pis est un court métrage belge burlesque de 8 minutes réalisé en 1913 par le cinéaste Alfred Machin.
S'il n'a pas l'envergure des futurs longs métrages de Machin comme La Fille de Delft (1914), Maudite soit la guerre (1914), Bêtes... comme les hommes (1922) ou Robinson Junior / Black and White (1929), ce film reste une amusante évocation d'un certain Bruxelles des années 1910.

## Film burlesque inspiré par l'histoire populaire de la ville
Ce film est basé sur une histoire populaire de Bruxelles...où le Manneken-pis a été victime de plusieurs enlèvements depuis 1695, une époque où l'Europe s'était liguée contre le monarque absolu Louis XIV et le maréchal François de Neufville de Villeroy qui fit bombarder Bruxelles où quelques habitants n'hésitaient pas à enlever la statue de son piédestal pour la mettre à l'abri.

## Synopsis
Saïda, un félin, s'échappe d'une attraction foraine et s'empare de Manneken-pis. La police court à sa poursuite mais Saïda est un animal farouche.

## Fiche technique
- Réalisation : Alfred Machin
- Scénario : Alfred Machin
- Directeur de la photographie : Jacques Bizeul
- Genre: court métrage
- Pays :  Belgique
- Format : noir et blanc / muet
- Durée : 7 minutes
- Date de sortie : 7 mars 1913

## Distribution
- Mimir la panthère
- Fernand Gravey (Fernand Mertens)
- Nicolas Ambreville
- Balthus
- Arthur Devère
- Willy Maury

## À noter
- En 1997, le journal L'Humanité qualifiait le film de « saynète de savoureuse comédie ».
- Ce film est régulièrement projeté au Musée du cinéma de Bruxelles dans le cadre, par exemple, de programmations de courts métrages sur le patrimoine bruxellois ou belge.
- À peine âgé de sept ans, le jeune Fernand Gravey rejoint ses parents  Fernande Dépernay et Georges Mertens pour tourner notamment dans ce court métrage.